# Kabinett Koch II
Das Kabinett Koch II bildete vom 5. April 2003 bis 5. Februar 2009 die Landesregierung von Hessen.
Bei der Landtagswahl 2003 errang die CDU genug Mandate, um alleine die Regierung stellen zu können, was sie auch tat. Da es nach der Landtagswahl 2008 fünf Jahre später nicht gelang, eine koalitionsfähige Mehrheit zu finden, regierte das alte Kabinett ab dem Zusammentritt des Landtags am 5. April 2008 geschäftsführend weiter. Die beiden Minister Karin Wolff und Udo Corts verzichteten dennoch auf ihr Amt, blieben aber aufgrund der Rechtslage formell im Amt. Ihre Aufgaben wurden daher von den anderen Ministern mit übernommen. Am 18. Januar 2009 kam es schließlich zu vorgezogenen Neuwahlen und am 5. Februar 2009 zur Bildung der Nachfolgeregierung (Kabinett Koch III, bis 31. August 2010).

## Kabinett
| Amt                                           | Bild | Name                                                                          | Partei | Partei | Staatssekretäre |
| --------------------------------------------- | ---- | ----------------------------------------------------------------------------- | ------ | ------ | --- |
| Ministerpräsident                             |      | Roland Koch                                                                   |        | CDU    | |
| Stellvertreter des Ministerpräsidenten        |      | Karin Wolff (bis 5. April 2008) Volker Bouffier (ab 5. April 2008)            |        | CDU    | |
| Inneres und Sport                             |      | Volker Bouffier                                                               |        | CDU    | Oda Scheibelhuber Harald Lemke (bis 15. Juni 2008) Horst Westerfeld (ab 16. Juni 2008)                                                    |
| Finanzen                                      |      | Karlheinz Weimar                                                              |        | CDU    | Bernd Abeln (bis 31. Januar 2004) Walter Arnold (ab 1. Februar 2004) Harald Lemke (bis 15. Juni 2008) Horst Westerfeld (ab 16. Juni 2008) |
| Justiz                                        |      | Christean Wagner (bis 23. November 2005) Jürgen Banzer (ab 23. November 2005) |        | CDU    | Herbert Landau (bis 30. September 2005) Thomas Schäfer (ab 1. November 2005)                                                              |
| Soziales                                      |      | Silke Lautenschläger                                                          |        | CDU    | Gerd Krämer |
| Kultus                                        |      | Karin Wolff (bis 5. April 2008) Jürgen Banzer (ab 5. April 2008)              |        | CDU    | Hartmut Müller-Kinet (bis 25. Mai 2003) Joachim Jacobi (ab 17. Juni 2003)                                                                 |
| Wissenschaft und Kunst                        |      | Udo Corts                                                                     |        | CDU    | Joachim-Felix Leonhard (bis 31. Januar 2007) Ralph Alexander Lorz (ab 15. Februar 2007)                                                   |
| Umwelt, ländlicher Raum und Verbraucherschutz |      | Wilhelm Dietzel                                                               |        | CDU    | Karl-Winfried Seif |
| Staatskanzlei                                 |      | Stefan Grüttner                                                               |        | CDU    | Dirk Metz |
| Bundes- und Europaangelegenheiten             |      | Jochen Riebel(bis 28. März 2006) Volker Hoff (ab 28. März 2006)               |        | CDU    | |
| Wirtschaft, Verkehr und Landesentwicklung     |      | Alois Rhiel                                                                   |        | CDU    | Herbert Hirschler (bis 31. Januar 2004) Bernd Abeln (1. Februar 2004 – 31. Januar 2007) Klaus-Peter Güttler (ab 1. Februar 2007)          |